# Batarà pissarrós tacat
El batarà pissarrós tacat (Thamnophilus punctatus) és una espècie d'ocell de la família dels tamnofílids (Thamnophilidae).

## Hàbitat i distribució
Habita el sotabosc de la selva humida, sabana, vegetació secundària i matolls de l'est de Colòmbia, oest, sud i nord-est de Veneçuela, Guaiana, nord de Perú, nord i est de Bolívia i Amazònia.